# 쑨메이

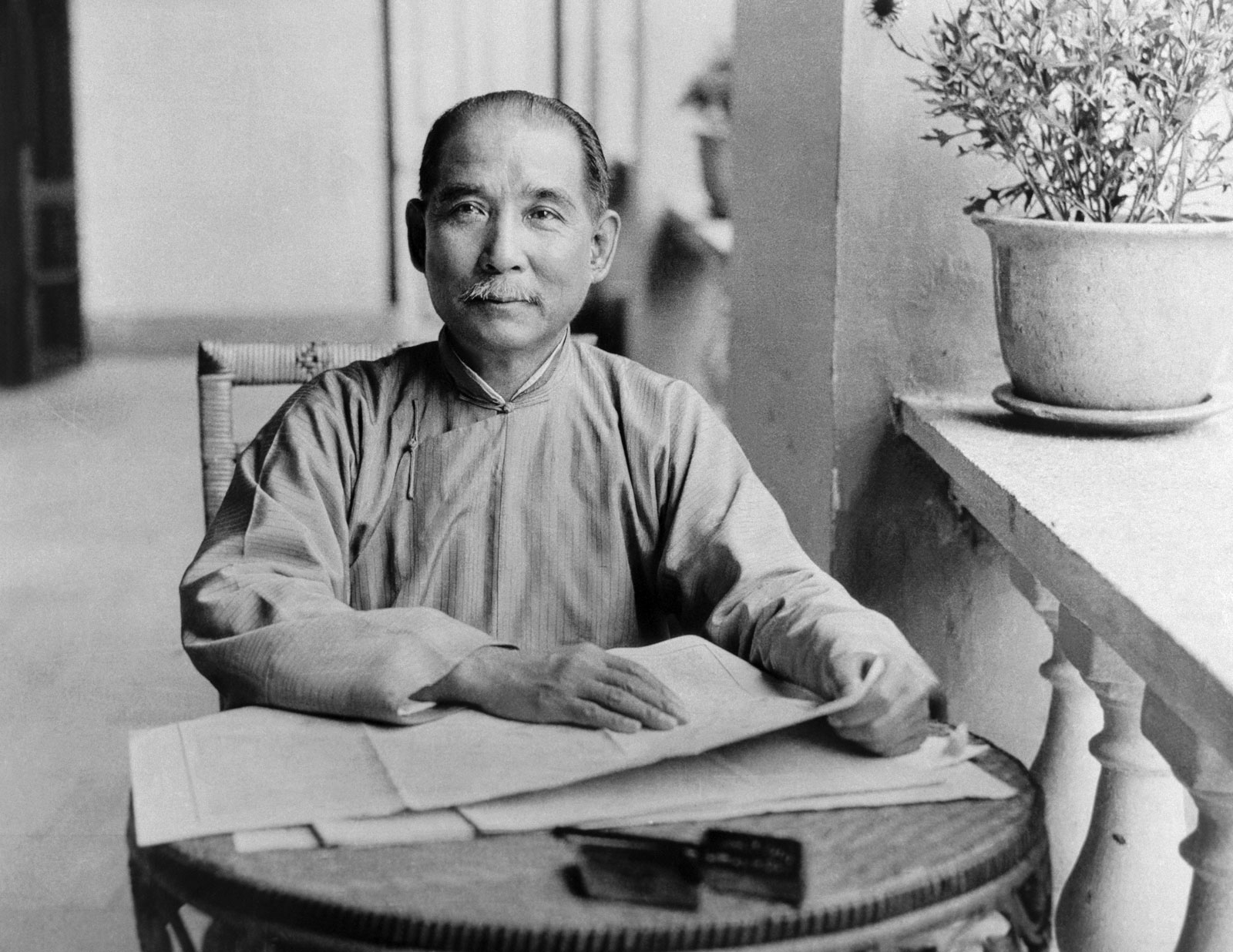
친아우 쑨원 前 중화민국 대통령.

쑨메이(孫眉, 1854년 12월 6일 ~ 1915년 2월 11일)는 중국 청나라의 혁명운동가이며 중화민국의 정치인 겸 저술가이다. 아명(兒名)은 쑨더장(孫德彰), 아호(雅號)는 서우빙(壽屛)이다.

## 생애

### 일생
쑨메이는 청나라 광둥성 샹산(지금의 중화인민공화국 광둥성 중산) 태생이며 청나라 광둥성 둥관(지금의 중화인민공화국 광둥성 둥관)에서 잠시 유년기를 보낸 적이 있다. 아울러 그는 쑨원(孫文, 중화민국 대통령)의 첫째 형이자 쑨커(孫科) 前 중화민국 타이완 고시원 원장의 큰아버지이기도 하다. 1867년 하와이(Hawaii) 왕국에 유학을 하여 1873년 하와이 왕국의 수도 호놀룰루(Honolulu)에서 이올라니 고등학교(Iolani)를 졸업하였으며 이어 같은 해 1873년부터 시인으로 첫 입문하여 시문학 활동하였고 이후 청나라에서 혁명운동가로 활약하였으며 흥중회(興中會)를 적극적으로 지원하여 주었고 1911년에 일어난 신해혁명(辛亥革命)으로 인하여 이듬해 1912년에 청(淸) 왕조가 멸망으로써 중화민국 국민정부(中華民國 國民政府)가 본격 수립되자 1912년에서 이듬해 1913년까지 중화민국 광둥성 광저우 광둥 도독을 역임하였다.

### 말년
1913년 중화민국 광둥성 광저우 광둥 도독 직위에 물러난 이후 마카오(澳門)에 건너가 거주하였고 1915년 2월 11일을 기하여 마카오에서 향년 61세로 별세하였다.